# Доміново
Доміново (пол. Dominowo) — село в Польщі, у гміні Доміново Сьредського повіту Великопольського воєводства.
Населення — 704 особи (2011).
У 1975-1998 роках село належало до Познанського воєводства.

## Демографія
Демографічна структура станом на 31 березня 2011 року:
|          | Загалом | Допрацездатний вік | Працездатний вік | Постпрацездатний вік |
| -------- | ------- | ------------------ | ---------------- | -------------------- |
| Чоловіки | 350     | 86                 | 247              | 17                   |
| Жінки    | 354     | 73                 | 224              | 57                   |
| Разом    | 704     | 159                | 471              | 74                   |